# Ephedra torreyana
Ephedra torreyana — вид голонасінних рослин класу гнетоподібних.

## Поширення, екологія
Країни проживання: Мексика (Агуаскальентес, Чіуауа, Коауїла, Дуранго, Гуанахуато, Ідальго, Нуево-Леон, Керетаро, Сан-Луїс-Потосі, Тамауліпас, Сакатекас); Сполучені Штати Америки (Аризона, Колорадо, Невада, Нью-Мексико, Техас, Юта). Трапляється від 500 м до 2000 м. Чагарник зустрічаються на посушливих і кам'янистих ділянках, на вапнякових виходах або в піщаному гравійної ґрунті на схилах. Зазвичай зустрічаються в пустельній чагарниковій спільноті з відповідними видами, такими як Dasylirion, Juniperus, Larrea, Opuntia, Pinyon Pine, Sphaeralacea, Yucca. Квіти є з квітня по червень, шишки навесні.

## Використання
Стебла більшості членів цього роду містять алкалоїд ефедрин і відіграють важливу роль в лікуванні астми та багатьох інших скарг дихальної системи. Відмінний чай варять з стебла протягом кількох хвилин. Плоди їстівні — сирі або варені.
Ця рослина має широку популярність як ліки від сифілісу. Відвар стебел використовується, також при лікуванні кашлю, сечового міхура і нирок і розладів шлунка. Відвар з листя і стебел використовують як лосьйон на свербіж шкіри.

## Загрози та охорона
Немає серйозних загроз. Зростає в численних охоронних територіях, зразки були зібрані в рамках проектного банку насіння тисячоліття, і як відомо, є в кількох ботанічних садах.

## Галерея

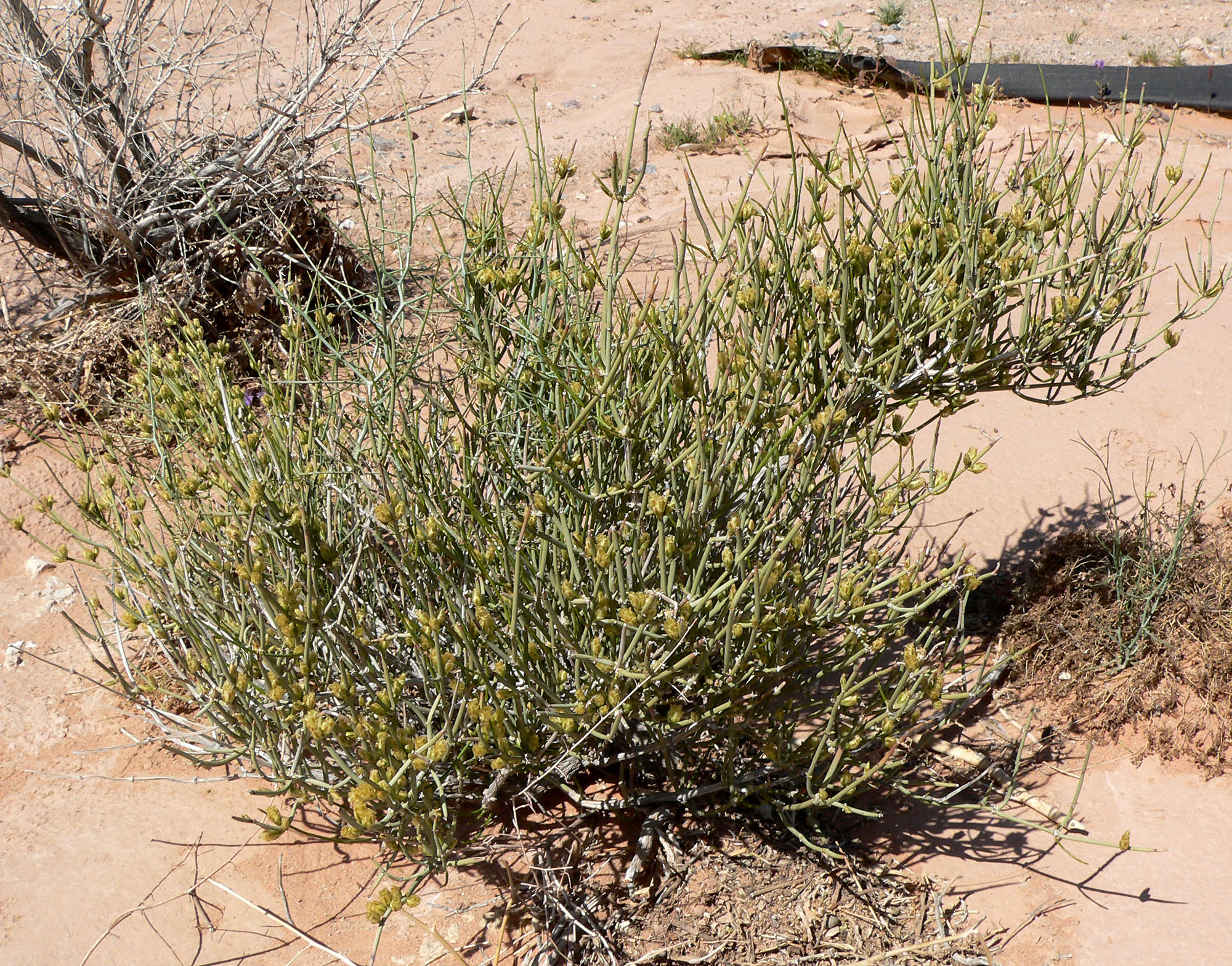
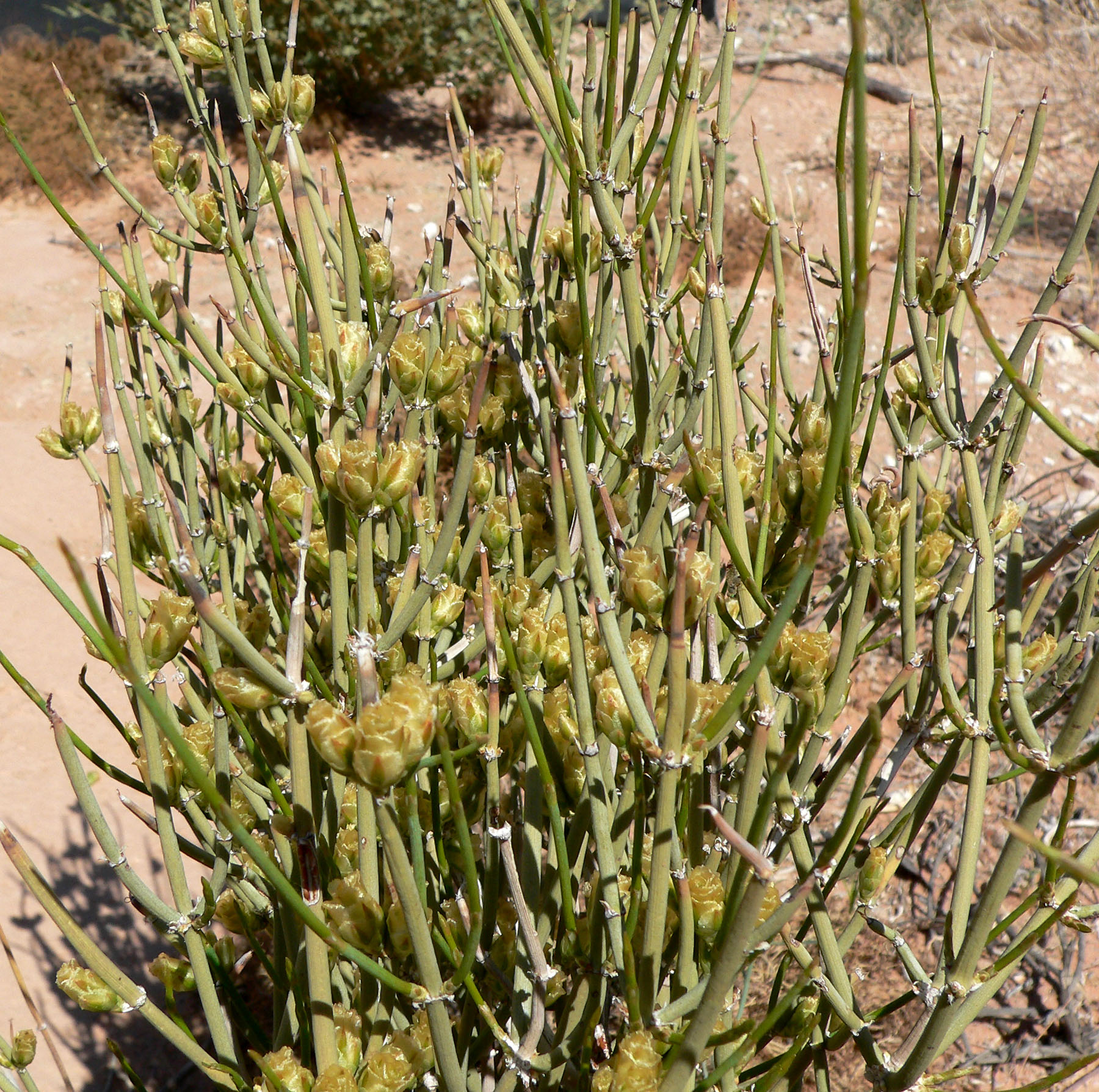
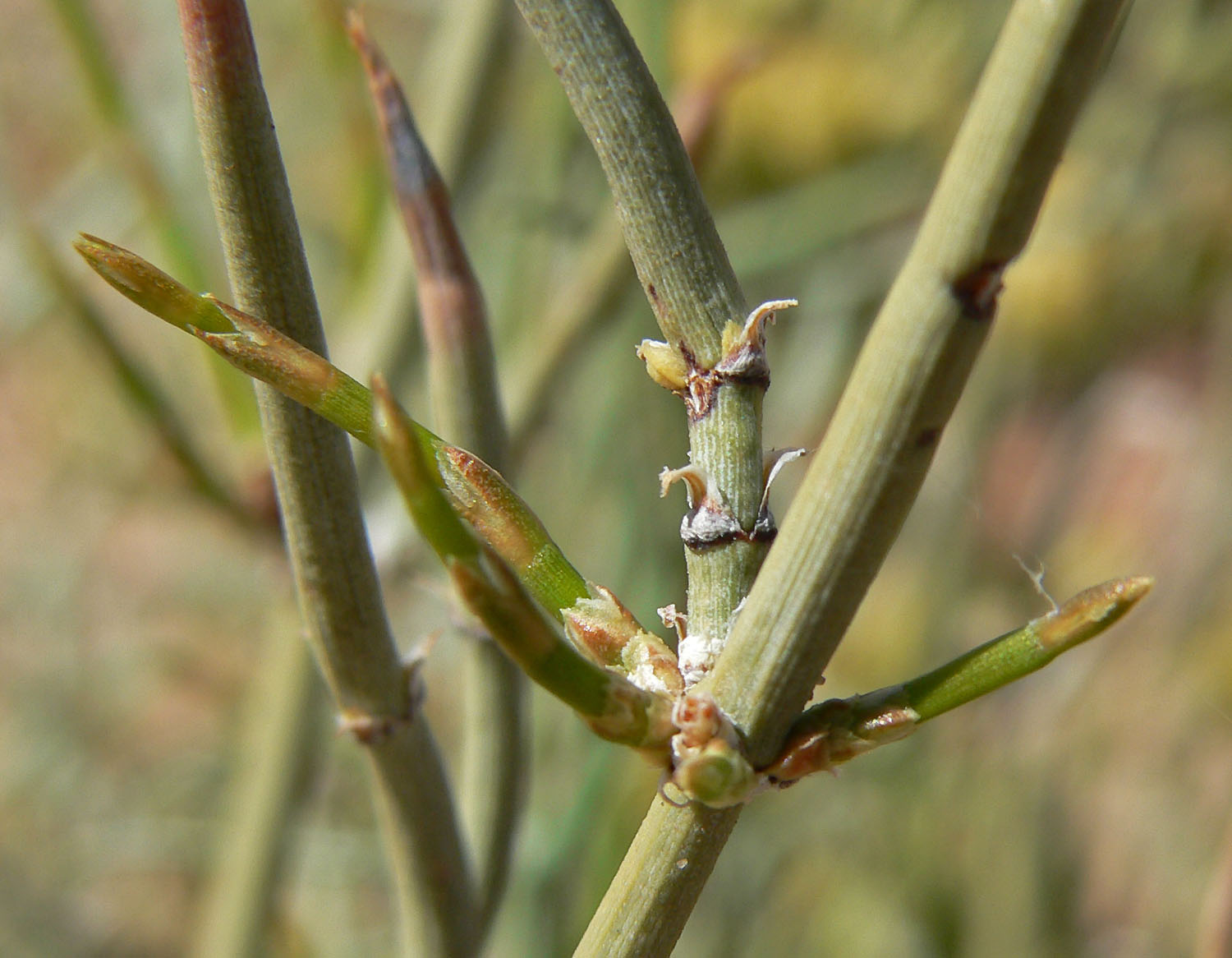
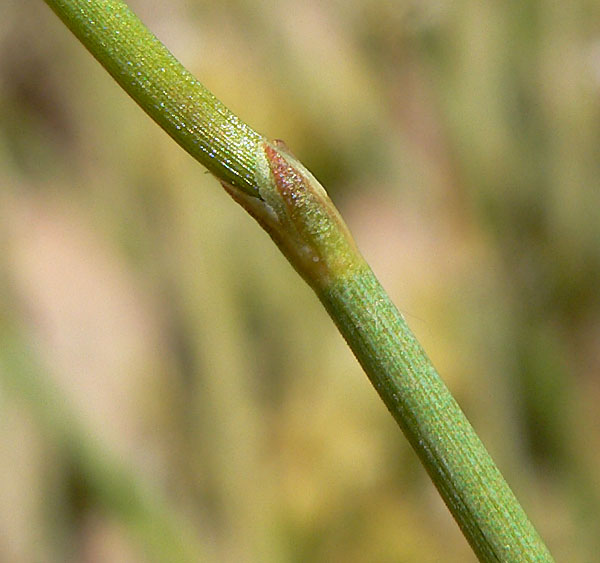
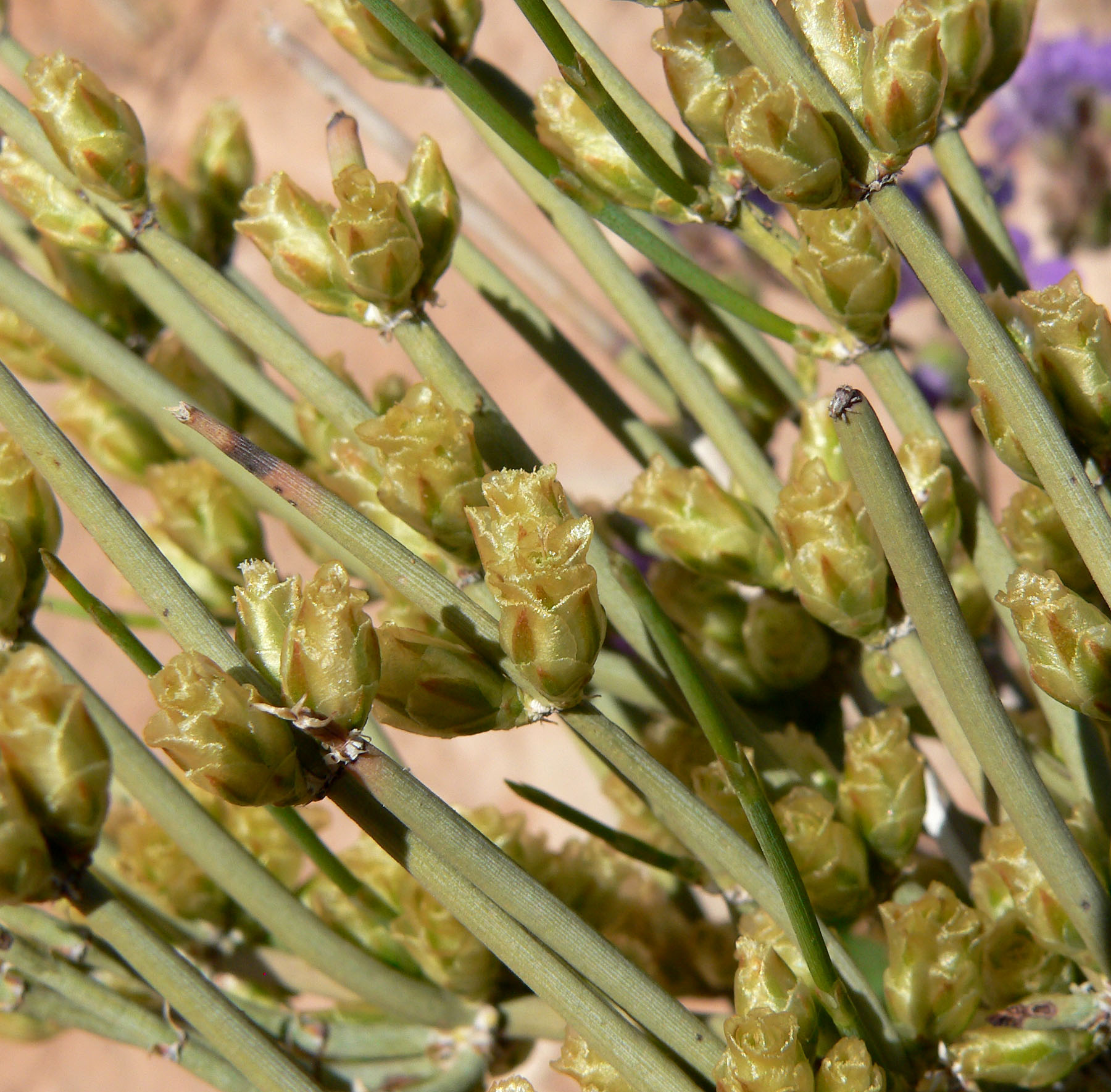
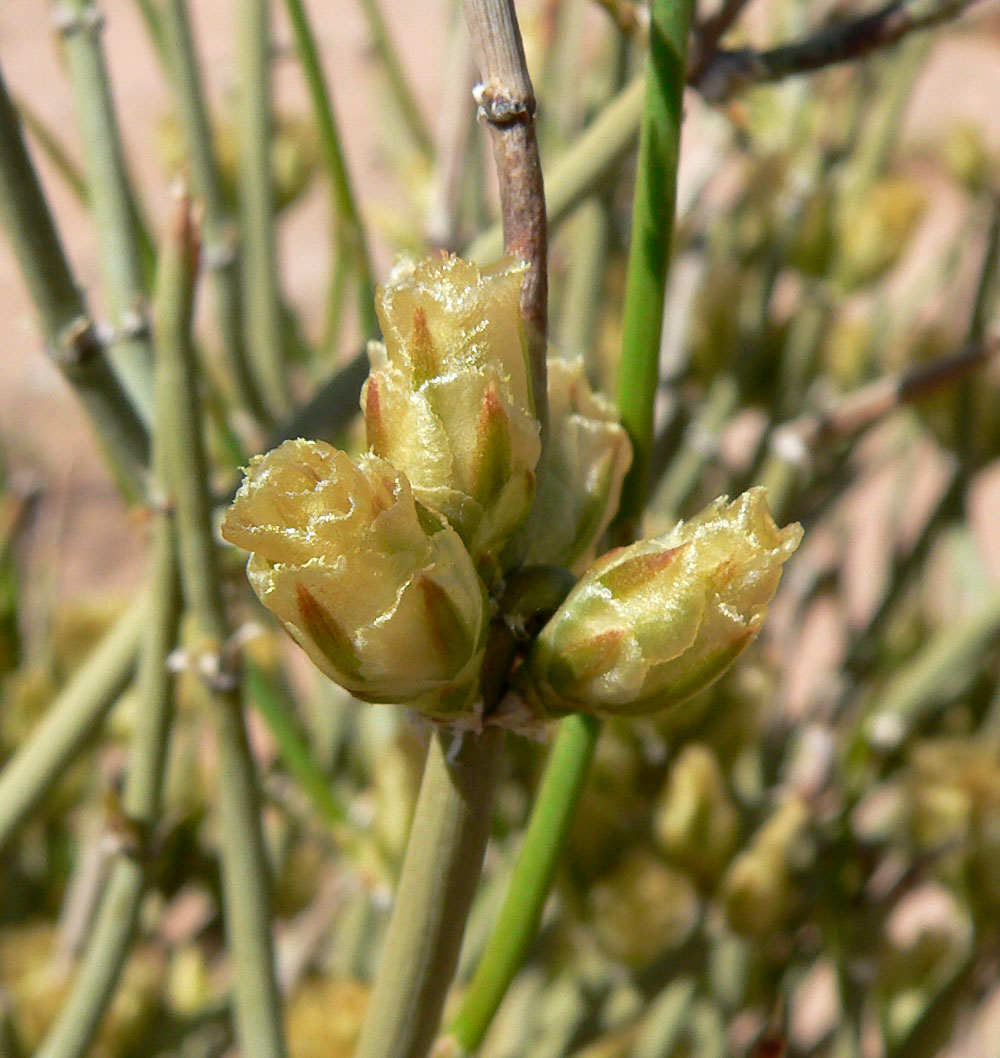